# Bazex-Syndrom
Das Bazex-Syndrom ist eine seltene paraneoplastische Hauterkrankung mit Akrokeratosen (Verhornungsstörungen) bei Karzinomen der oberen Luft- und Speisewege oder zervikalen Lymphknotenmetastasen.
Synonyme sind: Akrokeratose Typ Bazex; Paraneopastische Akrokeratose; lateinisch Akrokeratosis paraneopastica
Die Bezeichnung bezieht sich auf den Erstautor der Erstbeschreibung aus dem Jahre 1965 durch den französischen Dermatologen  André Bazex (1911–1944) und Mitarbeiter.
Das Syndrom ist nicht zu verwechseln mit dem mitunter auch als Bazex-Syndrom verkürzt bezeichneten Bazex-Dupre-Christol-Syndrom.

## Verbreitung
Die Häufigkeit wird mit unter 1 zu 1.000.000 angegeben. Bislang wurde über etwa 150 Patienten berichtet, meist Männer über 40 Jahren, mittleres Erkrankungsalter bei 61 Jahren.

## Klinische Erscheinungen
Klinische Kriterien sind:
- symmetrisch an den Akren (meist Ohren, Nägel, Nase, Finger, Hände und Füße) lokal schuppende psoriasisartige Erytheme, die sich auf Arme,  Beine und Rumpf ausbreiten können
- typischer Beginn isoliert an den Ohrmuscheln
- Erythem mit pityriasiformen Veränderungen auf dem Nasenrücken
- in 18 % besteht Juckreiz
- subunguale Hyperkeratose, Onychodystrophie (Nagelfehlbildungen)
- palmare plantare Hyperkeratose
- obligate Assoziation mit Karzinom oder LK-Metastasen
- evtl. Erstsymptom des Karzinoms
- Besserung der Hautveränderungen bei Behandlung des Karzinoms

## Diagnose
Die Diagnose erfordert eine eingehende Untersuchung der oberen Atem- und Verdauungswege mit Suche des Malignoms.

## Differentialdiagnose
Abzugrenzen sind:
- Psoriasis
- allergische Kontaktdermatitis
- Photosensitivität
- Dermatomyositis
- Arzneimittelexanthem
- kutaner Lupus erythematodes
- Mycosis fungoides

## Therapie
Die Hautveränderungen sprechen auf die Karzinombehandlung an und weisen auch auf ein Rezidiv hin.